# Neoscirula taclobanensis
Neoscirula taclobanensis är en spindeldjursart som beskrevs av Corpuz-Raros 2007. Neoscirula taclobanensis ingår i släktet Neoscirula och familjen Cunaxidae. Inga underarter finns listade i Catalogue of Life.